# Sondage à main

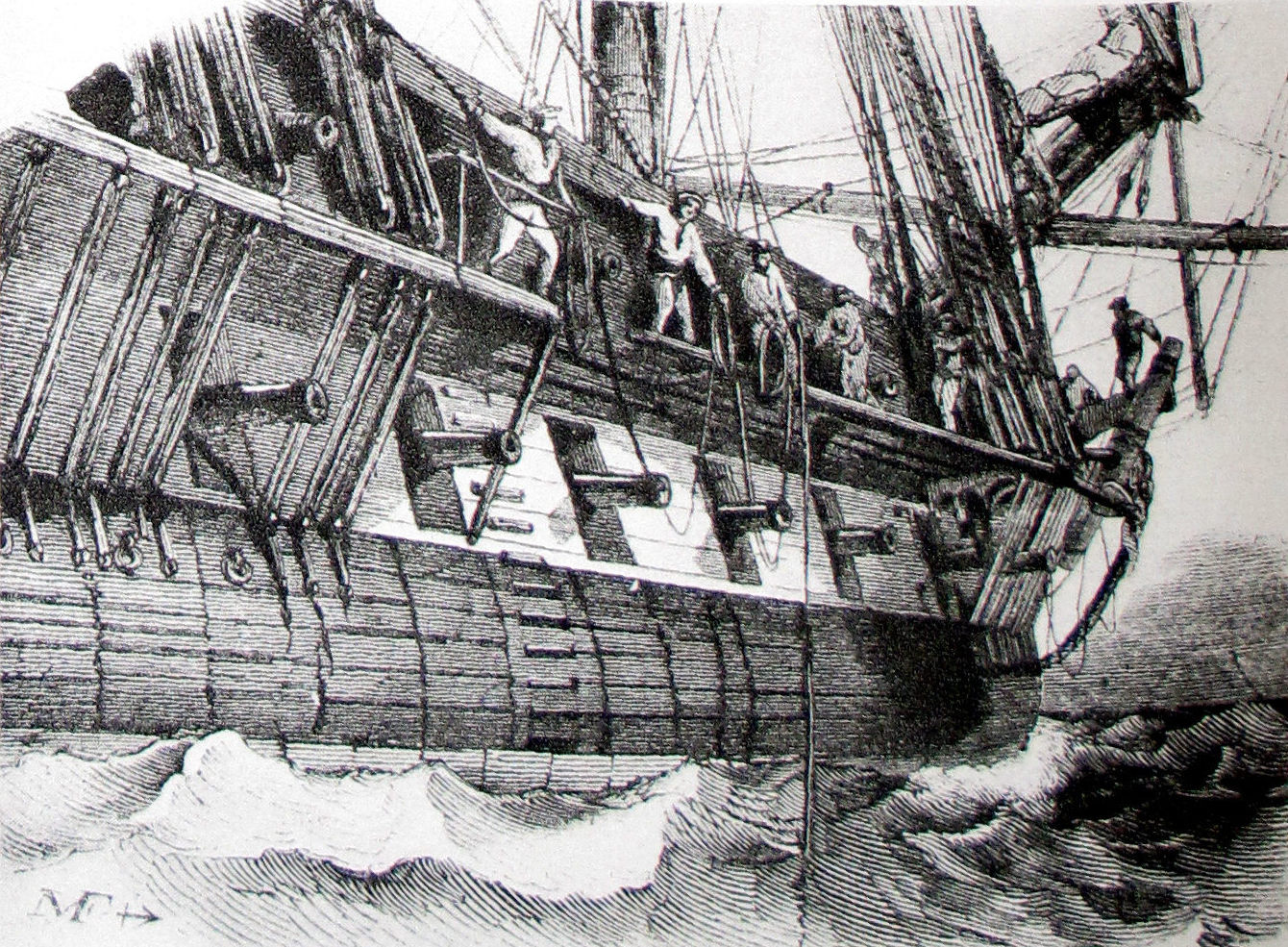
Sonde sur une frégate

Le sondage à main consiste à déterminer la profondeur de l'eau à l'aide d'une sonde à main, plomb qui a généralement la forme d'un cône tronqué ou d'une pyramide tronquée attaché à une ligne de sonde.

## Emploi actuel
Dans les pays à haut revenu, la sonde à main n'est plus guère employée aujourd'hui, le sondeur bathymétrique automatique y est devenu un matériel courant. En France, il est obligatoire sur tous navires de plaisance neufs, de jauge brute inférieure à 3 000, et dont la longueur de coque est supérieure ou égale à 24 m.

## Sondage à main à l'époque de la marine à voile

### Historique

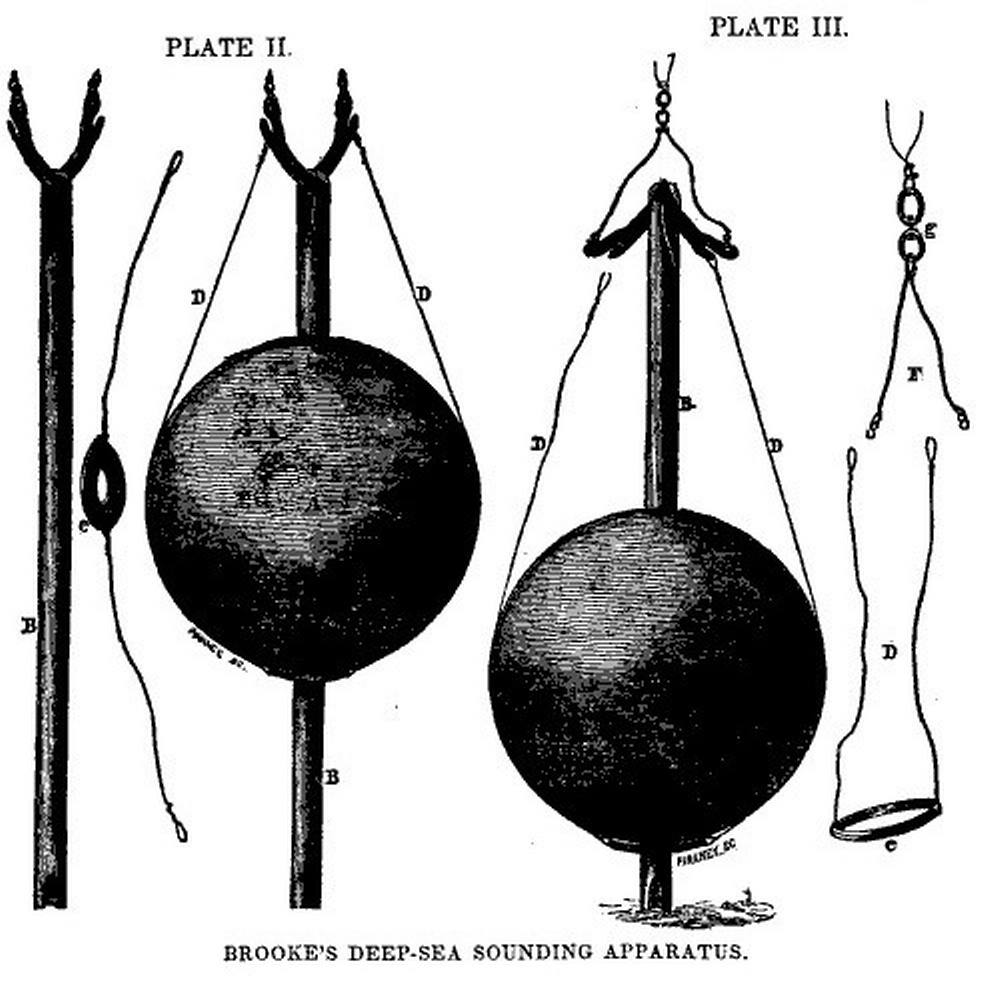
Sondes à plomb perdu de Brooke.

Les anciens marins de commerce et pêcheurs faisaient probablement de la bathymétrie et de la sédimentologie en utilisant aux abords des rivages sur lesquels ils comptaient débarquer un fil gradué, chargé d'un poids profilé (forme creuse en dessous pour y placer une balle de suif), les graduations permettant de mesurer la profondeur, la balle prélevant les sédiments des fonds marins. La connaissance de la profondeur et de la nature du fond leur indiquait s'ils pouvaient jeter l'ancre.
La cartographie marine se développe lors des Grandes découvertes. En 1521, Magellan tente en vain de mesurer la profondeur du Pacifique car ses lignes plombées ne dépassant pas 800 mètres.
Lors de l'expédition de La Pérouse entre 1785 et 1788, l'officier du génie Paul Mérault Monneron et son adjoint, l'ingénieur-géographe Bernizet sont chargés de sonder les abords des côtes pour les cartographier. En 1840, les sondages de l'explorateur James Clark Ross au large du cap de Bonne-Espérance atteignent 4 000 m et un jour 7 300 m mais ces mesures à de telles profondeurs sont entachées de biais méthodologiques. En 1852, l'officier de la Royal Navy Henry Mangles Denham pense avoir sondé jusqu'à 14 000 m dans l'Atlantique Sud. 
Les biais méthodologiques (influence des frottements de l'eau sur la tension de la ligne, corde non verticale, difficulté à sentir quand le lest touche le fond) sont contournés par des inventions dans la seconde moitié du XIXe siècle : John Mercer Brooke invente en 1854 le sondage à plomb perdu (un boulet de canon libère le lest quand il touche le fond). Le naturaliste Charles Wyville Thomson remplace la corde par un fil en acier (frottement dans l'eau réduit, treuillage plus rapide) pour ramener en 1868 à bord du HMS Porcupine des prélèvements à 3 500 m de profondeur.
Le sondage à main est progressivement remplacé par le sondeur bathymétrique électro-acoustique au milieu du XXe siècle, permettant de réaliser des mesures en continu avec le navire progressant.

### Description de la petite sonde à main
La petite sonde anglaise était utilisée pour des profondeurs allant jusqu'à 20 brasses. Elle se compose d'un plomb de 7 à 8 livres et de la ligne de sonde.
La base du plomb, constitué d'une masse de fer ou de plomb est pourvue d'une cavité appelée âme de la sonde, qui est remplie de graisse dans laquelle viendront se coller les sédiments composant le fond, ceci afin d'en déterminer la nature. La ligne de sonde est un cordage à trois torons commis à gauche ou à droite. Lorsqu'il est commis à gauche, il doit être lové dans le sens inverse des aiguilles d'une montre et lorsqu'il est commis à droite, il doit être lové dans le sens des aiguilles d'une montre.
La ligne a une longueur de 25 brasses et est marquée comme suit:
- à 2 brasses: un cuir fendu à deux bouts.
- à 3 brasses: un cuir fendu à 3 bouts.
- à 5 brasses: un morceau de coton blanc.
- 7 brasses: un morceau d'étamine rouge.
- 10 brasses: un morceau de cuir percé d'un trou rond.
- 13 brasses  un morceau de serge bleu
- 15 brasses: un morceau de coton blanc.
- 17 brasses: un morceau d'étamine rouge
- à 20 brasses : un bout de ligne avec deux nœuds, ou un morceau de cuir percé de deux trous ronds.
- Au-delà de 20 brasses, la ligne n'est plus marquée.

Ce système de repères est très pratique lorsqu'on utilise les cartes anglaises parce que les profondeurs y sont indiquées en brasses. Dans un proche avenir la ligne de sonde devra également être marquée en mètres puisque les cartes anglaises, de même que les autres publications hydrographiques, évoluent progressivement vers le système métrique. Avant de fixer les marques sur une ligne nouvelle, il faudra au préalable la mouiller et l'étendre car un cordage a tendance à s'allonger avec l'humidité. Pour permettre la mesure de petites profondeurs, on pourra prévoir des divisions en pieds sur la longueur des trois premières brasses au moyen de bouts de lusin.

#### Emploi de la petite sonde anglaise
Pour pouvoir sonder, il faut ralentir le navire au prorata de la profondeur. Plus la profondeur est grande et plus faible doit être la vitesse. On doit sonder du côté au vent de telle sorte que si le navire devait dériver la ligne de sonde se maintienne dégagée du bordé. On bourre l'âme de la sonde de graisse et on attache l'extrémité de la ligne au bastingage. D'une main on tient le plomb et de l'autre main, on tient la ligne préalablement lovée en boucles pour permettre un déploiement facile. On lance la sonde en avant de manière à la laisser sombrer aussi loin que possible, de sorte que lorsque le plomb touche le fond, la ligne soit à peu près verticale. En touchant le fond, le plomb fera sentir un choc qui sera transmis par la ligne de sonde et la tension dans la ligne cessera subitement. Pour toute certitude, on fait sauter la sonde une ou deux fois sur le fond en tirant plusieurs fois d'un petit coup sec sur la ligne. Ensuite, on observe la marque qui donne la profondeur.

### Emploi de la grande sonde anglaise
La grande sonde anglaise pour des profondeurs jusqu'à 100 brasses.
Une équipe de plusieurs hommes, numérotés à partir de l'avant du navire, est répartie le long du bastingage, au vent. Le plomb est suspendu à l'avant et maintenu à l'extérieur du navire par un bout de filin. Chaque homme tient à la main une glène formée de quelques mètre de ligne. Au commandement de "Mouillez!" le no 1 coupe le filin qui retient le plomb; celui-ci tombe à la mer, le no 2 file sa ligne, et lorsque sa glène est près d'être épuisée, il crie : "Veille!". Le no 3 continue à filer, agit comme le no 2, et ainsi de suite jusqu'à ce que le fond soit atteint. L'homme qui trouve le fond sent la traction du plomb cesser tout à coup; il crie: "Fond!" et fait une boucle dans la ligne. Celle-ci est rentrée à bord et la lecture de la profondeur se fait en mesurant la distance entre la boucle et la dernière graduation de la ligne. On place ensuite sur un carreau approprié le suif qui garnissait l’évidement du plomb et l'on examine les échantillons du fond. On inscrit sur le journal de bord les résultats de l'observation (profondeur et nature du fond) ainsi que l'heure à laquelle le sondage a été fait et la position géographique du navire.